# Чан Сю Кван
Чан Сю Кван (кит. трад.: 陳肇鈞; єл.: Chàn Siuhgwān; нар. 1 серпня 1992) — гонконзький футболіст, центральний півзахисник клубу Прем'єр-ліги Гонконгу «Тай По» та збірної Гонконгу.

## Клубна кар'єра
Чан тренувався з бразильською командою «Греміо», коли йому було 14 років, і приєднався до молодіжної академії в 2006 році.
У 2011 році, коли його клуб «Шам Шуй По» вийшов у Перший дивізіон Гонконгу, він дебютував на професіональному рівні. Згодом він зарекомендував себе як основний опорний півзахисник команди.
Після короткого періоду тренувань із командою «Гуанчжоу R&F» із материкового Китаю Чан повернувся до Гонконгу та приєднався до команди «Йокогама Гонконг» влітку 2012 року.
У червні 2013 року Чан завершив перехід до гонконгського гранда «Саут Чайна» і отримав футболку під номером 16. З командою став переможцем Суперкубка Гонконгу 2014 року.
18 липня 2017 року Чан приєднався до «Істерну» після того, як «Саут Чайна» покинула вищий дивізіон. 4 січня 2018 року він був відданий в оренду в «Саузерн» на решту сезону 2017/18.
19 липня 2018 року Чан перейшов до іншого клубу Прем'єр-ліги Гонконгу «Тай По» і став з командою чемпіоном Гонконгу.
1 липня 2019 року Чан повернувся у «Саузерн», де провів півтора сезони, після чого 2 березня 2021 року приєднався до «Гонконг Рейнджерса».
29 вересня 2021 року Чан приєднався до «Кітчі». 1 липня 2022 року Чан покинув «Кітчі».
24 січня 2023 року Чан приєднався до «Ресорсес Кепітал».
19 липня 2023 року Чан повернувся в «Тай По» після 4 років перерви.

## Міжнародна кар'єра
Чан виступав у складі молодіжної збірної Гонконгу.
11 червня 2019 року Чан дебютував за збірну Гонконгу в товариському матчі проти Китайського Тайбею.
26 грудня 2023 року Чан був включений до складу збірної Гонконгу на Кубок Азії 2023 року. 14 січня 2024 року він забив єдиний гол гонконгців на турнірі в грі проти збірної Об'єднаних Арабських Еміратів (1:3). Цей гол також став 1000-м голом в історії Кубка Азії.

## Досягнення
- Володар Суперкубка Гонконгу: 2014.
- Чемпіон Гонконгу: 2018/19